# أندرياس شييلديروب
أندرياس شجيلديروب (مواليد 1 يونيو 2004) هو لاعب كرة قدم نرويجي يلعب في مركز خط الوسط في نادي نوردشيلاند.

## وصلات خارجية
- هذه المقالة غير مرتبط بويكي بيانات